# 尼泊尔裔印度人
尼泊尔裔印度人，是尼泊尔人在印度与不丹的移民。他们分布在錫金、北方邦、喜馬偕尔邦、大吉嶺、曼尼普尔与梅加拉亚邦。他们語言是尼泊尔語。也是一种印度官方語言。

## 历史
這些地方的某些地區在英尼战争后割让给印度，因此有尼泊尔人生活。他们也在印度当廓尔喀。他们也被招来錫金与不丹当工人。但是他們後來在錫金的行为，導致锡金被印度合併，因此在不丹受排擠。